# Goniocidaris corona
Goniocidaris corona is een zee-egel uit de familie Cidaridae.
De wetenschappelijke naam van de soort werd in 1968 gepubliceerd door Baker.